# La Statue (Lucky Luke)
Pour les articles homonymes, voir La Statue (homonymie).
La Statue est la quatre-vingt-quatorzième histoire de la série Lucky Luke par Morris et Claude Guylouis. Elle est publiée pour la première fois dans l'album Le Ranch maudit en 1986.
C'est une histoire courte, qui fut publiée avec d'autres lors de la sortie en album. Elle se caractérise par une histoire moins travaillée et des dialogues réduits au minimum, comme c'est le cas dans la plupart des histoires courtes de Lucky Luke, par opposition aux histoires occupant un album entier.